# Karl von Reinhardstöttner
Karl von Reinhardstöttner (* 26. März 1847 in München; † 1. April 1909 ebenda) war ein deutscher Sprachwissenschaftler (Romanist) und Kulturhistoriker sowie Hochschullehrer.

## Leben
Der Sohn des königlichen Hofsekretärs – ab 1865 Residenzpolizeikommissärs – in München, Gustav von Reinhardstötter, und seiner Ehefrau Mathilde, geborene Müller, erhielt 1865 das Absolutorium (Abitur) am Münchner Maximiliansgymnasium, unter anderem mit Otto Hörmann von Hörbach, und studierte anschließend klassische Philologie und Geschichte an den Universitäten München und Halle. Nach einem Italienaufenthalt, 1867, promovierte er 1871 bei Eduard Böhmer an der Universität Halle zum Dr. phil. mit einer Arbeit zur Entstehung der italienischen Sprache aus dem Lateinischen. 1872 habilitierte er sich an der Universität Würzburg mit der Arbeit Beitraege zur Textkritik der Lusiadas des Camões und wurde zunächst an der Militär-Bildungsanstalt in München tätig. Als Privatdozent für vergleichende Sprachwissenschaft und romanische Philologie hielt er Vorlesungen; ab 1902 lehrte er als Honorarprofessor an der Münchner Polytechnischen Hochschule.
Reinhardstöttner war mit dem Historiker Karl Trautmann (1857–1936) Begründer und von 1887 bis 1890 Herausgeber der ersten vier Jahrgänge des Jahrbuchs für Münchener Geschichte (1894 erschien noch ein fünfter Band von Trautmann allein herausgegeben). Mit ihm gab er ebenfalls im Verlag Buchner in Bamberg auch gemeinsam die seit 1890 unregelmäßig erschienene Reihe Bayerische Bibliothek heraus. Von Reinhardstöttner allein stammen die illustrierten Bände 1 und 17 (jeweils 1890 erschienen) über Martinus Balticus. Ein Humanistenleben aus dem 16. Jahrhundert bzw. Land und Leute im Bayerischen Walde, von Trautmann Band 15 (1890) über Oberammergau und sein Passionsspiel.
1876 heiratete Reinhardstöttner Therese, geborene Gückel. Mit ihr hatte er zwei Söhne und zwei Töchter.

## Weitere Werke (Auswahl)
- Die Etymologie der griechischen Sprache in Fragen und Antworten gefasst. Landshut 1869.
- Die italienische Sprache. Ihre Entstehung aus dem Lateinischen, ihr Verhältnis zu den übrigen romanischen Sprachen, und ihre Dialekte nebst einem Blick auf die italienische Literatur, Inaugurial-Dissertation an der Universität Halle. Halle a.S. 1869.[2]
- Holländische Conversations-Grammatik zum Schul- und Privatunterricht. Groos, Heidelberg 1871.
- Beitraege zur Textkritik der Lusiadas des Camões. Habilitationsschrift. München 1872 (erschienen als: Os Lusiadas de Luiz de Camões, Straßburg 1874).
- Der Hyssope des A. Diniz in seinem Verhältnisse zu Boileaus Lutrin. Literarhistorische Skizze. Hildebrand, Leipzig 1877.
- Luiz de Camoens, der Sänger der Lusiaden. Biographische Skizze. Hildebrand, Leipzig 1877.
- Grammatik der portugiesischen Sprache auf Grundlage des Lateinischen und der romanischen Sprachvergleichung. Straßburg 1878.
- Theoretisch-praktische Grammatik der italienischen Sprache speziell für Studierende und Kenner der antiken Sprachen. Lindauer, München 1880.
- Die Plautinischen Lustspiele in späteren Bearbeitungen. Leipzig 1880.
- (Übersetzer) Adolfo Bartoli, Geschichte der italienischen Literatur. Leipzig 1881.
- (Hrsg.) Sammlung spanischer Neudrucke des XV. und XVI. Jahrhunderts. München 1886
- Plautus. Spätere Bearbeitungen plautinischer Lustspiele. Ein Beitrag zur vergleichenden Literaturgeschichte. W. Friedrich, Leipzig 1886, Hildesheim 1980.
- Die klassischen Schriftsteller des Altertums in ihrem Einfluß auf die späteren Literaturen, 1886.
- Aufsätze und Abhandlungen, vornehmlich zur Literaturgeschichte. Berlin 1887.
- Der hl. Gral, altportugiesisch, 1890.
- Martinus Balticus. Ein Humanistenleben aus dem sechzehnten Jahrhundert. Bamberg 1890.
- Die Oberpfalz: Ein Leitfaden zum Unterricht in der Heimatskunde und zur Einführung in das Kartenverständnis. Mit 1 Karte der Oberpfalz. Alfred Coppenrath, Regensburg 1890.
- Land und Leute im bayerischen Walde. Bamberg 1890.
- Der kurfürstlich-bayerische Hofpoet Matthias Etenhueber, München 1892.
- Volksschriftsteller der Gegenreformation in Altbayern. München 1894.
- Handschriftliche Münchener und andere lateinische Jesuitendramen der k. Bibliothek zu Petersburg. Max Eichinger, Ansbach und Leipzig 1896.
- Pädagogisches aus der Ritterakademie zu Ettal: 1711–1744. Max Eichinger, Ansbach 1896.
- Vom Bayerwalde. Fünf Kulturgeschichtliche Erzählungen (Des Arbers Geheimnis; Der Bilmesschneider; Sünde und Sühne; Der Blöcherlmülle; Bruder Josephus). W. Wunderling, Regensburg 1897.
- Lateinische Renaissancelitteratur. Fr. Junge, Erlangen 1897.
- (mit Romeo Lovera) Vocabolario sistematico e guida della conversazione italiana. Methodische Anleitung zum italienischen Sprechen nach Karl Ploetz „Vocabulaire systématique“. F.A. Herbig, Berlin 1900 (1. Auflage 1868).
- Portugiesische Literaturgeschichte. Sammlung Göschen, Leipzig 1904.
- Merope. Tragödie in fünf Aufzügen von Scipione Maffei. Übersetzt und für die deutsche Bühne eingerichtet von Carl von Reinhardstöttner. Reclam jun., Leipzig 1917.

- Der kurfürstlich-bayerische Hofpoet Matthias Etenhueber, in: Forschungen zur Kultur- u. Litteraturgeschichte Bayerns. 1. Buch. G. Franz. München 1893, S. 7–68.*Andreas Zaupser, Forschungen zur Kultur- u. Litteraturgeschichte Bayerns. 1. Buch. G. Franz. München 1893, S. 121–226.
- Bayern und seine Hauptstadt im Lichte von Reiseschilderungen und fremden Kundgebungen, in: Forschungen zur Kultur- und Litteraturgeschichte Bayerns. (Kleine Mitteilungen). G. Franz / M. Eichinger, München und Leipzig 1894–1900.
- Münchener Zeitungspolemik gegen Voltaire im Jahre 1769, in: Forschungen zur Geschichte Bayerns, 2. Buch. G. Franz, München und Leipzig 1894.
- Volksschriftsteller der Gegenreformation in Altbayern, in: Forschungen zur Geschichte Bayerns, 2. Buch. G. Franz, München 1894, S. 40–139.
- Die Anfänge von Münchens Industrie und Grossgewerbe im vorigen Jahrhunderte und ihre Beurteilung ausserhalb Bayerns, in: Bayerisches Industrie- und Gewerbeblatt. 1895.
- Die sittlich-ökonomische Gesellschaft zu Burghausen (1765-1802), in: Forschungen zur Geschichte Bayerns, 3. Buch. Eichinger, Ansbach 1895.
- Johann Franz von Kohlbrenner, in: Forschungen zur Geschichte Bayerns, Bd. 6. W. Wunderling, Regensburg 1896.
- Eine Münchener Dramaturgie vor hundert Jahren, in: Forschungen zur Kultur- und Litteraturgeschichte Bayerns. V. Buch. Ansbach und Leipzig 1897.